# Jaskinia pod Okapem (Tatry)

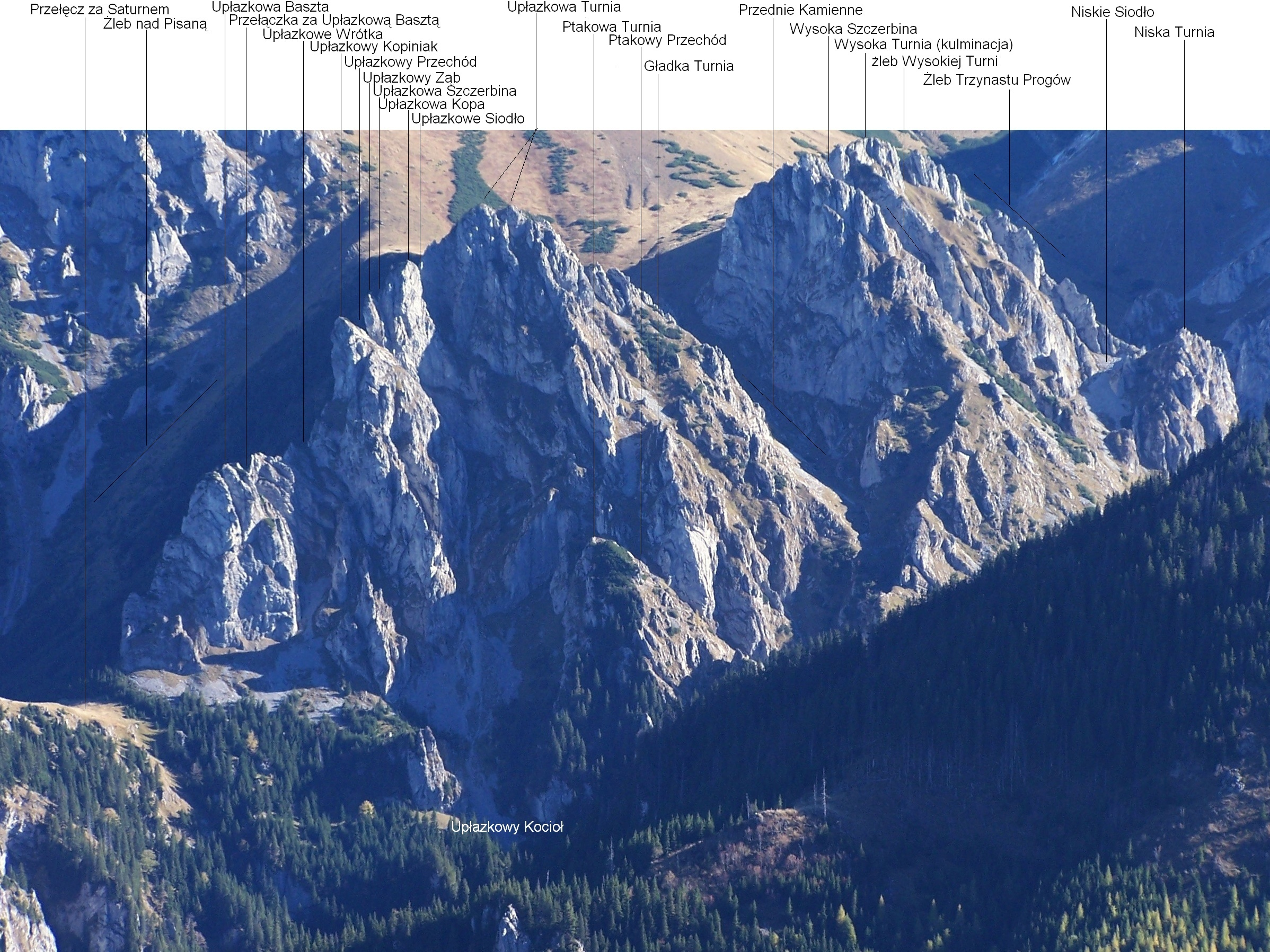
Na wprost Ptakowa Turnia

Jaskinia pod Okapem – jaskinia w Wąwozie Kraków w Tatrach Zachodnich. Ma dwa otwory wejściowe znajdujące się w ścianie Ptakowej Turni na wysokości 1330 i 1333 metrów n.p.m. Długość jaskini wynosi 120 metrów, a jej deniwelacja 21,5 metrów.

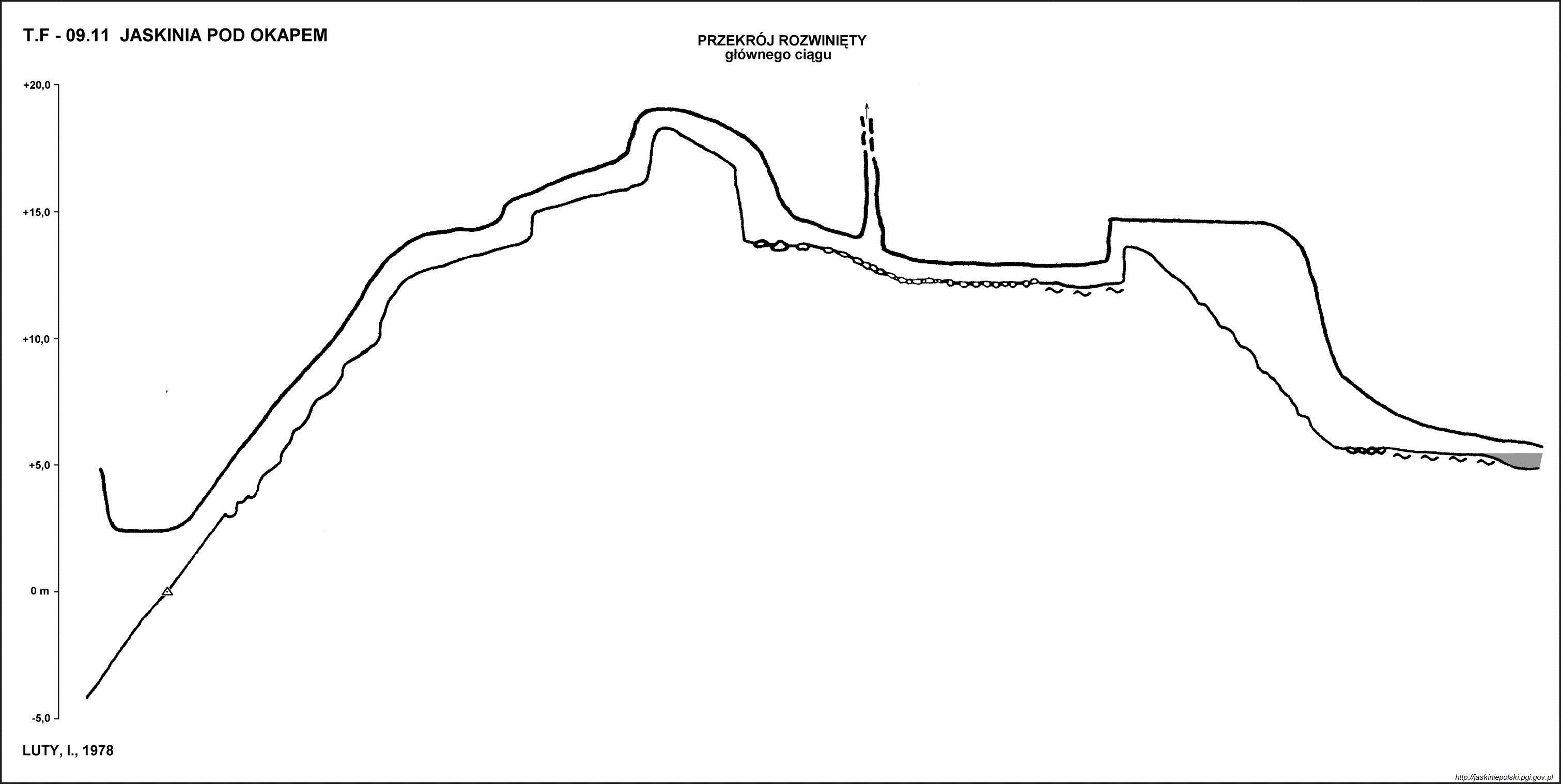
Przekrój jaskini

## Opis jaskini
Oba otwory jaskini znajdują się niedaleko siebie, pod okapem. 
Głównym ciągiem jaskini jest idący w górę korytarz. Prowadzi on od otworu większego (niżej położonego) do trzech progów. Za nimi staje się wysoką szczeliną, którą przez pochylnię można dojść do małej salki. Odchodzą z niej krótkie korytarzyki.
W pobliżu otworu odgałęziają się od ciągu głównego dwa ciasne korytarzyki, z których jeden prowadzi do drugiego otworu.
Po trzydziestu paru metrach od otworu w stropie głównego ciągu znajduje się kominek, a trochę dalej odchodzi boczny, 13-metrowy korytarzyk. Idzie on do góry i kończy się studzienką uchodzącą do głównego ciągu.

## Przyroda
W końcowej części głównego ciągu można spotkać niewielkie stalaktyty, nacieki grzybkowe oraz marmity.
W jaskini mieszkają nietoperze.

## Historia odkryć
Jaskinia została odkryta w 1957 roku i tego samego dnia zbadana do końca.